# Sophie Prieur
Pour les articles homonymes, voir Prieur.
Françoise Sophie Prieur née le 27 octobre 1770 à Paris (paroisse Saint-Nicolas-des-Champs) et morte en 1818, est une peintre française, active à la fin du XVIIIe siècle.

## Biographie
On sait très peu de choses de Sophie Prieur, sinon qu'elle est la sœur du graveur et peintre d'histoire Jean-Louis Prieur (1759-1795).

## Œuvre

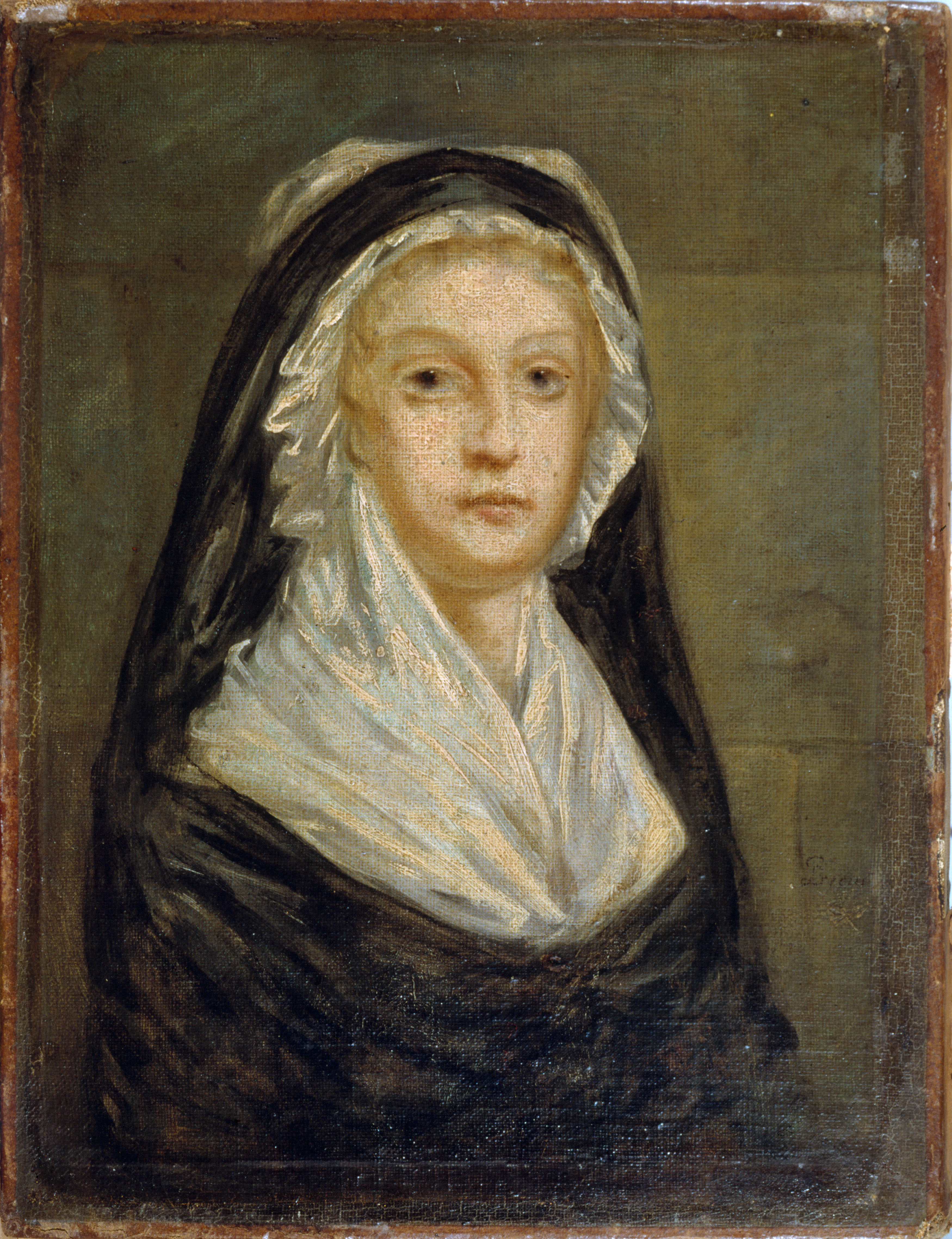
Marie-Antoinette à la prison du Temple, musée Carnavalet, 1793.

Elle a principalement peint des portraits et des natures mortes. Son portrait de Marie-Antoinette est conservé au musée Carnavalet à Paris.